# Karasu (socken)
Karasu (kinesiska: Kalasu, 喀拉苏) är en socken i Kina. Den ligger i den autonoma regionen Xinjiang, i den nordvästra delen av landet, omkring 560 kilometer väster om regionhuvudstaden Ürümqi.
Genomsnittlig årsnederbörd är 442 millimeter. Den regnigaste månaden är augusti, med i genomsnitt 63 mm nederbörd, och den torraste är mars, med 11 mm nederbörd.